# Semantic Scholar
Semantic Scholar er en forskningsdatabase udviklet af Allen Institute for AI og offentliggjort november 2015. Den bruger sprogteknologi til at give resuméer til videnskabelige artikler. Semantic Scholar forsker i brugen af kunstig intelligens i sprogteknologi, maskinlæring, menneske-computer-interaktion og informationssøgning.
Semantic Scholar begyndte som en database for datalogi, geovidenskab og neurovidenskab. I 2017 inkluderede de biomedicinsk litteratur i deres korpus. Pr.  september 2022 omfatter databasen over 200 millioner publikationer uden begrænsning til særlige forskningsfelter.
Semantic Scholar tildeler hver artikel en unik identifikator kaldet Semantic Scholar Corpus ID (forkortet S2CID).